# Сумиёси-кай

Эмблема Сумиёси-кай

Сумиёси-кай (яп. 住吉会), также иногда называемая как Сумиёси-рэнго (яп. 住吉連合), — вторая по численности преступная группировка в японской мафии якудза. Число членов Сумиёси-кай по оценкам составляет около 20 000 человек. Сумиёси — название района в городе Осака.

## Организация и история
Сумиёси-кай представляет собой конфедерацию малых групп якудза. Нынешним его оябуном (или сосаем, президентом) является Сигэо Нисигути. По своей структуре Сумиёси-кай существенно отличается от своего главного соперника Ямагути-гуми. Будучи конфедерацией, Сумиёси-кай обладает менее жёсткой субординацией, где, несмотря на наличие верховного оябуна, руководство «семьёй» делится и между другими членами Сумиёси-кай.
Сумиёси-кай имеет сложную историю с несколькими изменениями своего названия. Он был основан в 1958 году как Минато-кай (яп. 港会) Сигэсаку Абэ, который был третьим сотё, или верховным главой, группировки Сумиёси-икка. Ёсимицу Сэкигами, 4-й сотё Сумиёси-икка, переименовал его в Сумиёси-кай, который распался в 1965 году.
В 1969 году Масао Хори, 5-й сотё Сумиёси-икка, восстановил группировку в виде союза Сумиёси-рэнго. В 1982 году организация по инициативе Хори была объединена в Сумиёси-рэнгокай (яп. 住吉連合会). Рёдзи Кавагути стал в результате кайтё, а сам Хори был повышен до сосая в 1988 году. Кавагути умер вследствие болезни в мае 1990 года, также по причине заболевания скончался и Хори в октябре того же года.
Сигэо Нисигути, родившийся в 1929 году, стал шестым сотё Сумиёси-икка и кайтё Сумиёси-рэнгокай в феврале 1991 года. В это же время группировка вновь была переименована в Сумиёси-кай.  В июне 1998 года Харэаки Фукуда, родившийся в 1943 году, стал кайтё, а Нисигути был повышен до сосая. 17 апреля 2005 года Фукуда также стал 7-м сотё Сумиёси-икка.
Утром в понедельник 5 января 2007 года один из боссов Сумиёси-кай Рёити Сугиура был застрелен в своём автомобиле в Токио. Через несколько часов ряд офисов Ямагути-гуми были обстреляны в отместку.

## Лидеры группировки
- оябун: Сигэо Нисигути (西口 茂男)
- кайтё: Харэаки Фукуда (福田 晴瞭)